# Lake Caroline (Virginia)
Lake Caroline è un census-designated place (CDP) degli Stati Uniti d'America, situato nello stato della Virginia, nella contea di Caroline. Secondo il censimento del 2020 gli abitanti di Lake Caroline ammontavano a 2 511.